# Maitena Burundarena

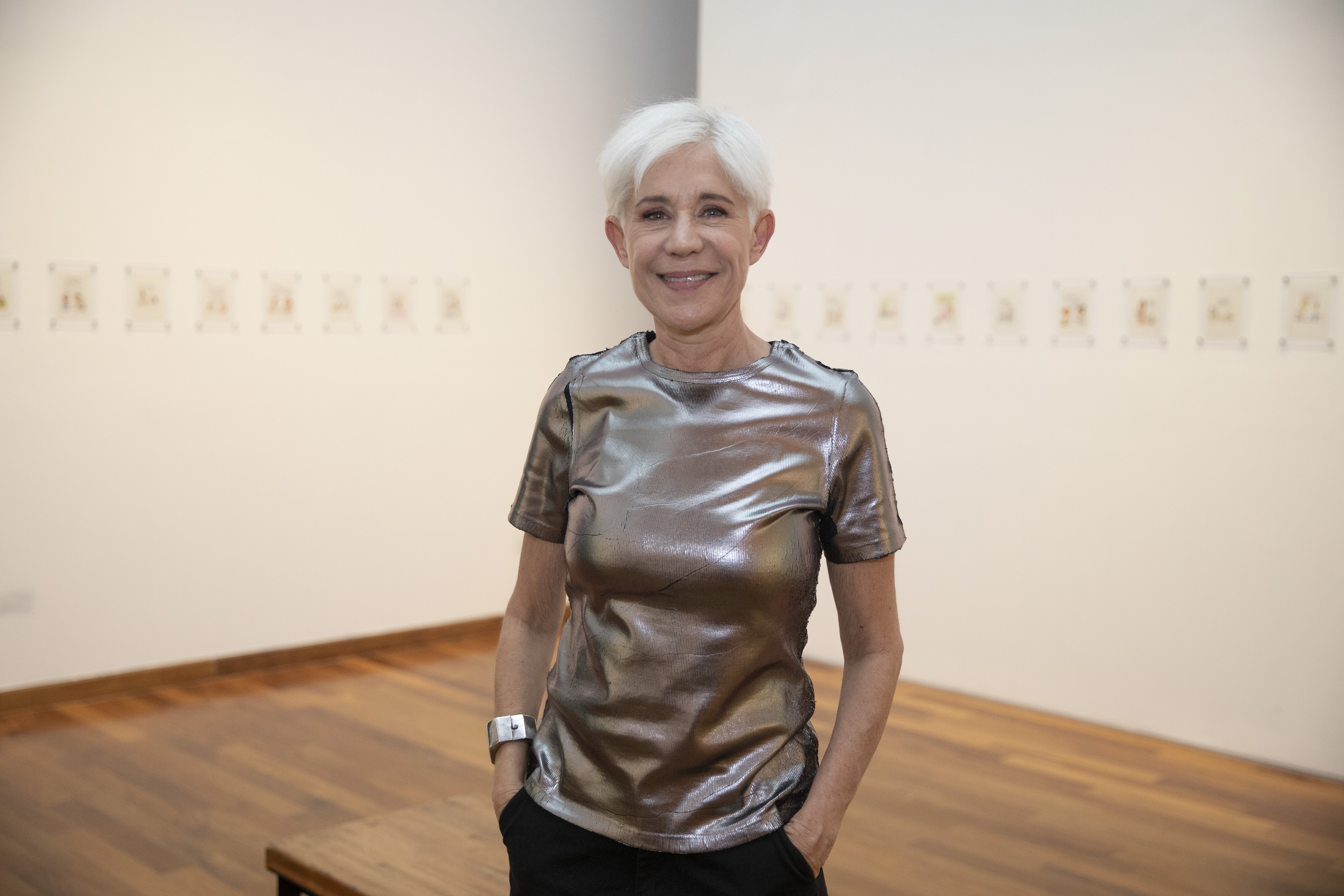
Maitena nel 2022.

Maitena Inés Burundarena Streb, nota anche con lo pseudonimo di Maitena (Buenos Aires, 19 maggio 1962), è un'illustratrice e fumettista argentina.

## Biografia
Di origini basche (maitena significa "la più amata", in lingua basca) e polacche, suo padre, Carlos Burundarena, fu un accademico conservatore basco, l'ultimo Ministro dell'educazione durante la dittatura argentina del 1980 (precedentemente fu cancelliere dell'Università Nazionale di Tecnologia). Sua madre fu un architetto di origine polacca.
Maitena disegnò strisce erotiche per parecchie testate europee come Makoki, a Barcelona. In Argentina, lavorò per Sex Humor, Fierro (magazine), Hum®, e Cerdos y Peces. Lavorò anche come illustratrice per riviste e giornali argentini, così come altri editori specializzati in testi scolastici. Fu anche una sceneggiatrice TV, una restauratrice e proprietaria di un bar.
La sua prima striscia di fumetti, Flo, fu pubblicata su Tiempo Argentino, un giornale di Buenos Aires. il suo lavoro fu raccolto in un libro chiamato Y en este rincón, las mujeres.
Nel 1993, Para Ti - la principale rivista per donne argentina - si rivolse a lei affinché scrivesse una rubrica comica settimanale. Questa fu l'origine di Mujeres Alteradas ("Women on the Edge"), una striscia comica che ora viene ampiamente pubblicata in tutto il mondo. Nel 1999, Mujeres Alteradas  fu tradotta dallo spagnolo argentino allo spagnolo europeo e cominciò ad apparire su El País Semanal, l'edizione domenicale di El País, di Madrid. Mujeres Alteradas è stato tradotto in moltissime lingue.
Le strisce sono state raccolte in cinque libri pubblicate da Lumen in Spagna, in Sudamericana e in Argentina. Mujeres Alteradas ha venduto 150.000 libri solo in Argentina.
Fra il 1998 e il 2003, Maitena pubblicò anche fumetti giornalieri nella sezione comincia de La Nación sotto il nome di Superadas. Queste strisce vengono tuttora pubblicate su diversi giornali argentini, come La Voz del Interior (Córdoba) e Los Andes (Mendoza). Le strisce sono anche pubblicate su diverse altre riviste internazionali.
Verso la fine del 2002, alcune strisce vennero pubblicate in un libro chiamato Superadas 1.
Nel giugno del 2003, Maitena cominciò a pubblicare le strisce domenicali "Curvas peligrosas" sulla rivista La Nación.
A differenza di molte colleghe comiche argentine (come Quino di Mafalda, Caloi, Roberto Fontanarrosa o Miguel Rep), che si basano sulle condizioni di vita dei propri personaggi, Maitena si concentra sull'aspetto sentimentale del mondo femminile.

## Vita privata
Vive in Argentina, è sposata e ha tre figli.

## Opere
- Women on the Edge 1
- Women on the Edge 2
- Women on the Edge 3
- Women on the Edge 4
- Women on the Edge 5
- Curvas Peligrosas 1
- Curvas Peligrosas 2
- Superadas 1
- Superadas 2
- Superadas 3